# Meram (district)
Meram is een Turks district in de provincie Konya en telt 304.696 inwoners (2007). Het district heeft een oppervlakte van 1680,2 km². Hoofdplaats is Meram.
De bevolkingsontwikkeling van het district is weergegeven in onderstaande tabel.
| 1997    | 2000    | 2007    |
| ------- | ------- | ------- |
| 236.531 | 267.878 | 304.696 |